# Liste der Kulturdenkmale in Karlsruhe-Oberreut

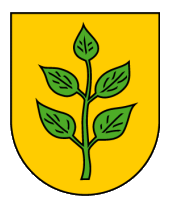
Wappen von Oberreut

In der Liste der Kulturdenkmale in Karlsruhe-Oberreut werden alle unbeweglichen Bau- und Kunstdenkmale in Oberreut aufgelistet, die in der städtischen „Datenbank der Kulturdenkmale“ geführt sind.
Diese Liste ist nicht rechtsverbindlich. Eine rechtsverbindliche Auskunft ist lediglich auf Anfrage bei der Unteren Denkmalschutzbehörde der Stadt Karlsruhe erhältlich.

## Liste
| Bild           | Bezeichnung       | Lage                                    | Datierung | Beschreibung | ID |
| -------------- | ----------------- | --------------------------------------- | --------- | --- | -- |
| Weitere Bilder | Mahnmal: Wegkreuz | Südlich der Bernhard-Lichtenberg-Straße | 1878      | Mahnmal: Wegkreuz, 1878 von einem Bulacher Ehepaar gestifteter Kruzifixus mit Muttergottes auf Postament mit Inschrift, beide Figuren in den 1980ern durch Vandalismus zerstört, Zerstörungszustand 1986 konserviert und durch eine zugehörige Bronzetafel der Kirchengemeinde zum Mahnmal gegen die menschliche Zerstörungswut gestaltet. Zugehörig sind die flankierenden Bäume. Geschützt nach § 2 DSchG |    |
|                | Turmhügelburg     | Schwimmschulweg                         |           | Geschützt nach § 2 DSchG |    |